# Calliscelio
Calliscelio är ett släkte av steklar. Calliscelio ingår i familjen Scelionidae.

## Dottertaxa tillCalliscelio, i alfabetisk ordning[1]
- Calliscelio agaliensis
- Calliscelio aphrodite
- Calliscelio argentipes
- Calliscelio australicus
- Calliscelio basistriatus
- Calliscelio bellus
- Calliscelio benoiti
- Calliscelio bisulcatus
- Calliscelio brunneus
- Calliscelio bryani
- Calliscelio carinatus
- Calliscelio caudatus
- Calliscelio coorgensis
- Calliscelio coromandelensis
- Calliscelio dido
- Calliscelio dulcis
- Calliscelio emarginatus
- Calliscelio erana
- Calliscelio exul
- Calliscelio flavus
- Calliscelio galliphilus
- Calliscelio gracilis
- Calliscelio grenadensis
- Calliscelio hubo
- Calliscelio indicus
- Calliscelio laticinctus
- Calliscelio leucosius
- Calliscelio longicarinatus
- Calliscelio lugens
- Calliscelio luteipes
- Calliscelio malabaricus
- Calliscelio marlattii
- Calliscelio mediterraneus
- Calliscelio melanocephalus
- Calliscelio mellicolor
- Calliscelio mirabilis
- Calliscelio niger
- Calliscelio orientalis
- Calliscelio pallidus
- Calliscelio paulisiensis
- Calliscelio perpulcher
- Calliscelio peterseni
- Calliscelio peyerimhoffi
- Calliscelio philippinensis
- Calliscelio prolepticus
- Calliscelio rubriclavus
- Calliscelio ruficollis
- Calliscelio savaiiensis
- Calliscelio succinophilus
- Calliscelio swezeyi
- Calliscelio teleogrylli
- Calliscelio tiro
- Calliscelio traductus
- Calliscelio upoluensis
- Calliscelio urania
- Calliscelio urgo
- Calliscelio variipes
- Calliscelio wilderi
- Calliscelio vitilevuensis